# Taikyoku Jodan
Taikyoku Jodan è un kata di karate, maggiormente noto nello stile del Gōjū-ryū.

## Caratteristiche nello stile Gōjū-ryū
Taikyoku Jodan è il primo kata di karate dello stile Gōjū-ryū.
I kata del Goju-Ryu, che iniziano col nome taikyoku, fanno parte dei kata di base, detti Taikyoku kata. Taikyoku vuole dire "primo corso/percorso", mentre "jodan" significa "alto" (indica la parte alta del corpo). La parola Taikyoku deriva dall'arte cinese del Tai Chi, ma vi è somiglianza solo nel significato: l'idioma indica "che ha origine dall'universo" e viene usato per indicare qualsiasi cosa che si ritiene eterna.
Il Taikyoku Jodan è stato creato da Chōjun Miyagi. Di solito viene eseguito per la cintura bianca.

## Tecniche del kata nello stile Gōjū-ryū
Il kata è eseguito in posizione di Sanchin Dachi e di Zenkutsu Dachi e le tecniche sono Jodan Uke e Gyaku/Seiken Tsuki. 
Il movimento del kata è ad "H", movimento comune a tutti i kata Taikyoku.